# Минский областной краеведческий музей

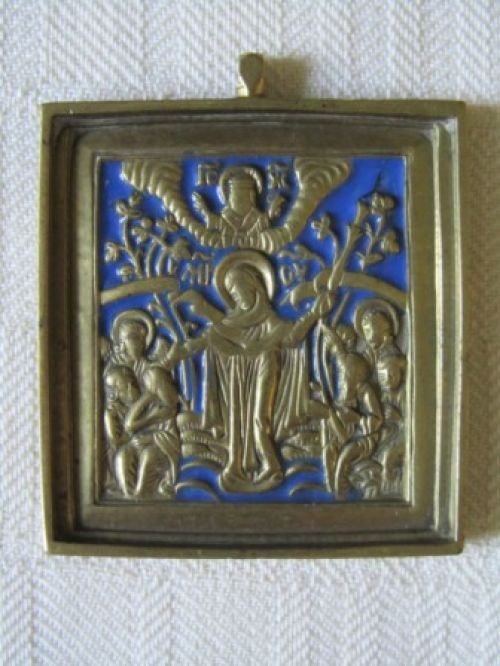
Матерь Божья «Всех Скорбящих Радость»

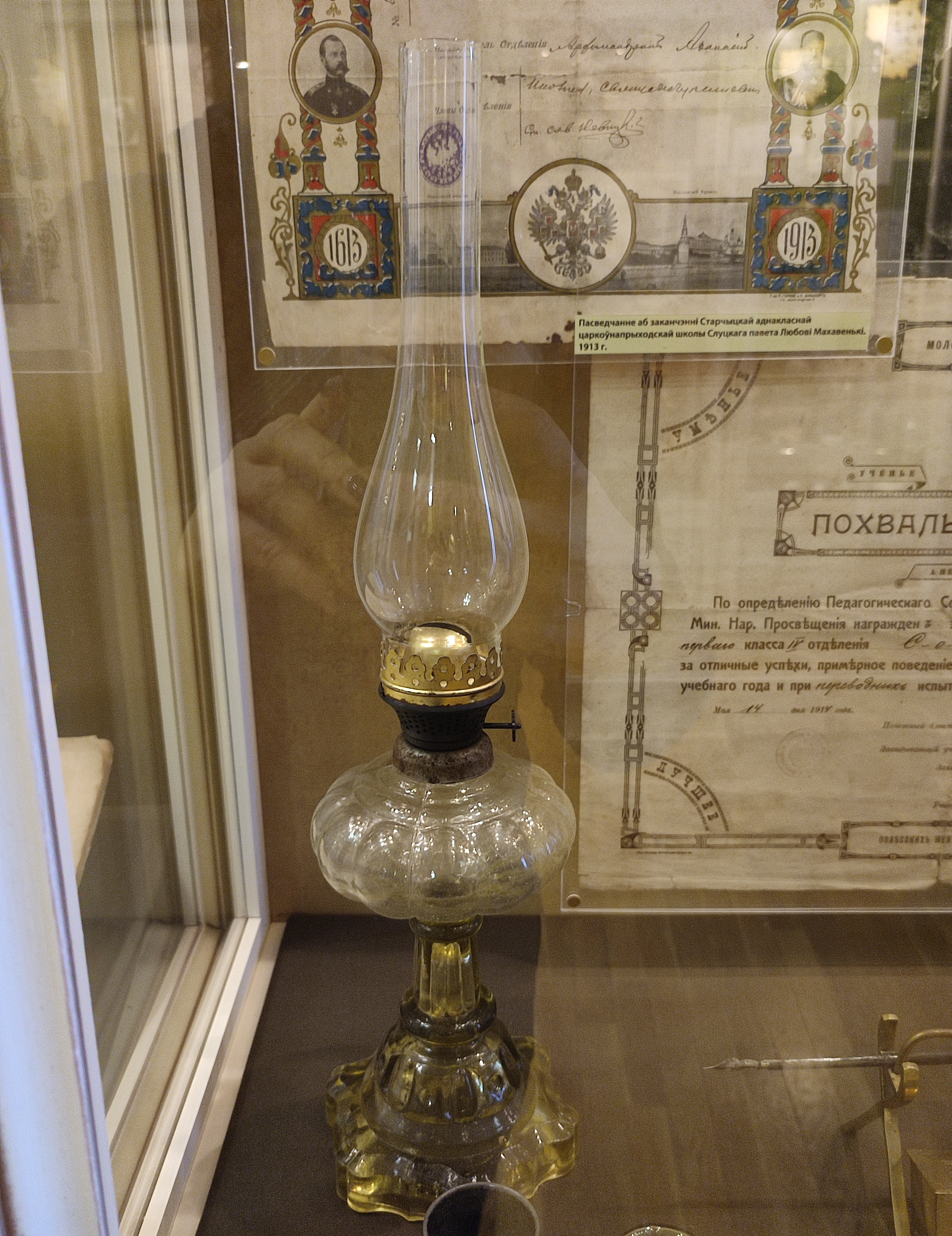
Керосиновая лампа стеклозавода «Новка» в экспозиции «Дворянский быт конца XIX — начала XX веков»

ГУ «Минский областной краеведческий музей» (бел. Мінскі абласны краязнаўчы музей) — музей в городе Молодечно (Республика Беларусь). По состоянию на 2024 год в музее находилось 52 836 музейных предметов основного фонда, фонд научно-вспомогательных материалов насчитывает 28 771 единицу хранения.

## История
История Минского областного краеведческого музея насчитывает чуть более 60 лет. 31 июля 1959 г. по решению № 422 исполнительного комитета Молодечненского областного Совета депутатов трудящихся был создан Молодечненский областной краеведческий музей. После ликвидации Молодечненской области согласно решению Минского областного Совета депутатов трудящихся от 09.02.1960 № 57 музей был переименован в Минский областной краеведческий музей, с 2001 г. — государственное учреждение «Минский областной краеведческий музей».
Первоначально музей располагался в одноэтажном деревянном здании постройки 1951 г. по ул. Революционной, 125 (ныне — ул. Либаво-Роменская). Начинался практически с нуля. Научные сотрудники во главе с первым директором Г. Н. Павловой заложили основы будущих фондовых сборов.
24 апреля 1964 г. была открыта первая экспозиция, о которой Г. А. Кохановский, известный белорусский ученый, работавший в музее с 1963 по 1982 г. (научный сотрудник, заместитель директора по научной работе, директор), вспоминал: «Это была почти выставка, так как количество экспонатов не превышало 2 тысячи». Последующие изменения стационарной экспозиции произошли в 1979 и в 1984 гг. Все они были построены, как этого требовал время, строго по хронологическому принципу. В начале 1990-х гг. музей пошел по пути создания долгосрочных выставок, при построении которых использовались различные методы: тематико-хронологический, ансамблевый, коллекционный.
В 2006 году музей получил новое здание. Партизанская, 3 в г. Молодечно. К Республиканскому фестивалю-ярмарке работников сельского хозяйства «Дожинки-2011» в этом здании открылась первая очередь постоянной экспозиции, в которой раскрываются самые интересные и значимые события в истории Минщины от древних времен до начала XX века.
В июне 2022 года открыта экспозиция «Память и боль Минской земли», посвящённая жертвам геноцида белорусского народа в годы Великой Отечественной войны.

## История города Молодечно
История города Молодечно — совместный проект сайта города Молодечно и ГУ «Минский областной краеведческий музей».

## Экспозиция

### Постоянная экспозиция «Природа Минщины»
В марте 2020 г. в музее открылась обновлённая экспозиция «Природа Минщины». Все представленные природные комплексы «Озеро», «Лес», «Болото», «Луг» имеют ландшафтный характер и объединены экологической идеей. Новинкой стали тематические витрины «Птицы в городе» и «Подводные обитатели озёр».
Здесь можно увидеть представителей многочисленных видов фауны Беларуси, а также редких, занесенных в Красную книгу Беларуси зверей, птиц и пресмыкающихся.

### Постоянная экспозиция «История Минщины с древнейших времен до начала XX в.»
С 30 сентября 2011 года в музее работает постоянная экспозиция «История Минщины с древнейших времен до начала XX века». В ней представлено около двух тысяч экспонатов.
Начинается экспозиция с раздела «Первобытнообщинный строй на территории Минщины и переход к феодальным отношениям». Это отправной пункт истории края, он же является основой экспозиции и поэтому размещается в центре зала.
Следующий раздел экспозиции «Край в составе древнерусского государства X—XII вв.» посвящён старейшим городам Минской области, возникшим на землях Полоцкого княжества — Заславлю, Минску, Борисову, Логойску. Уникальный экспонат этого раздела — золотое височное кольцо дреговичей XII—XIII вв. из раскопок Старо-Борисова. Стеклянные бусы и браслеты знакомят с городской культурой раннего средневековья.
Раздел «Минщина в составе Великого Княжества Литовского» представляют комплексы материалов ХIV-XVI вв., найденные при раскопках Молодечненского и Городокского замков. Тут экспонируются портретные и сюжетные изразцы, исполненные в ренессансной манере итальянских мастеров из города Фаэнца.

Материалы археалогических раскопок
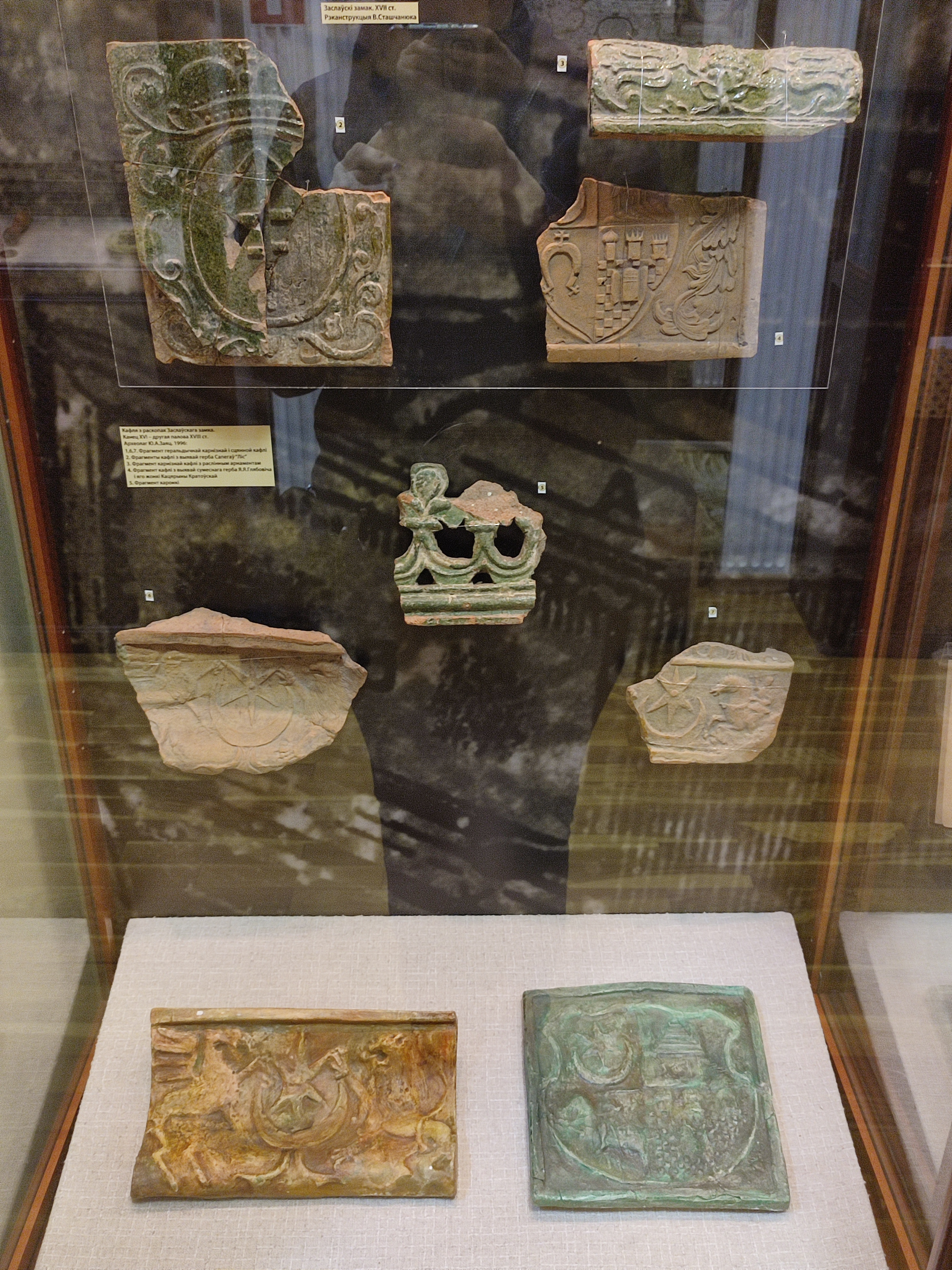
Старинные изразцы и керамическая плитка из раскопок Заславского замка. Конец XVI — другая половина XVIII вв. Археолог Ю. А. Заяц, 1996 год.
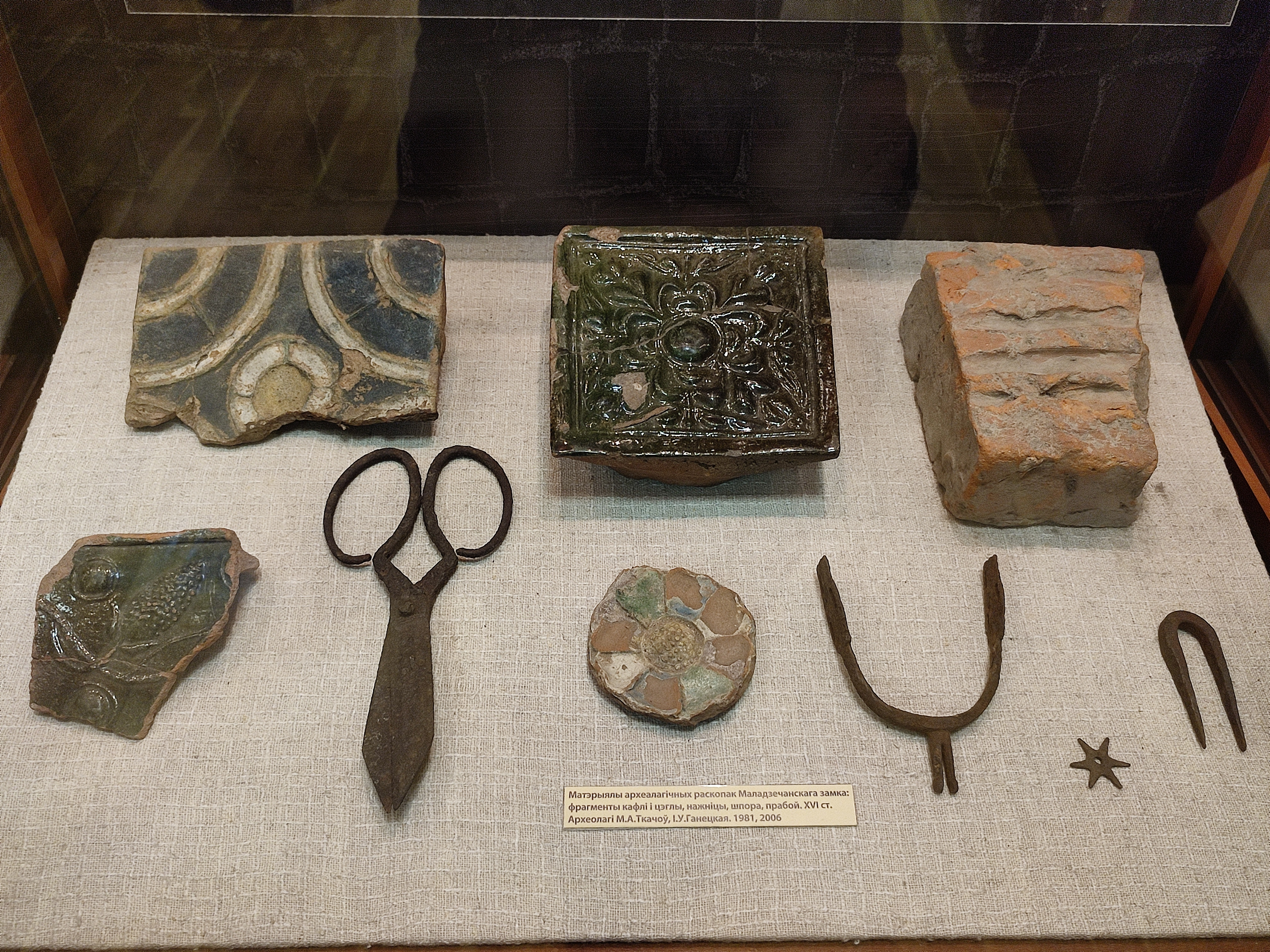
Фрагменты старинных изразцов и кирпича, ножницы, шпора, пробой, XVI век. Археологи М. А. Ткачёв и И. В. Ганецкая, 1981 и 2006 годы.
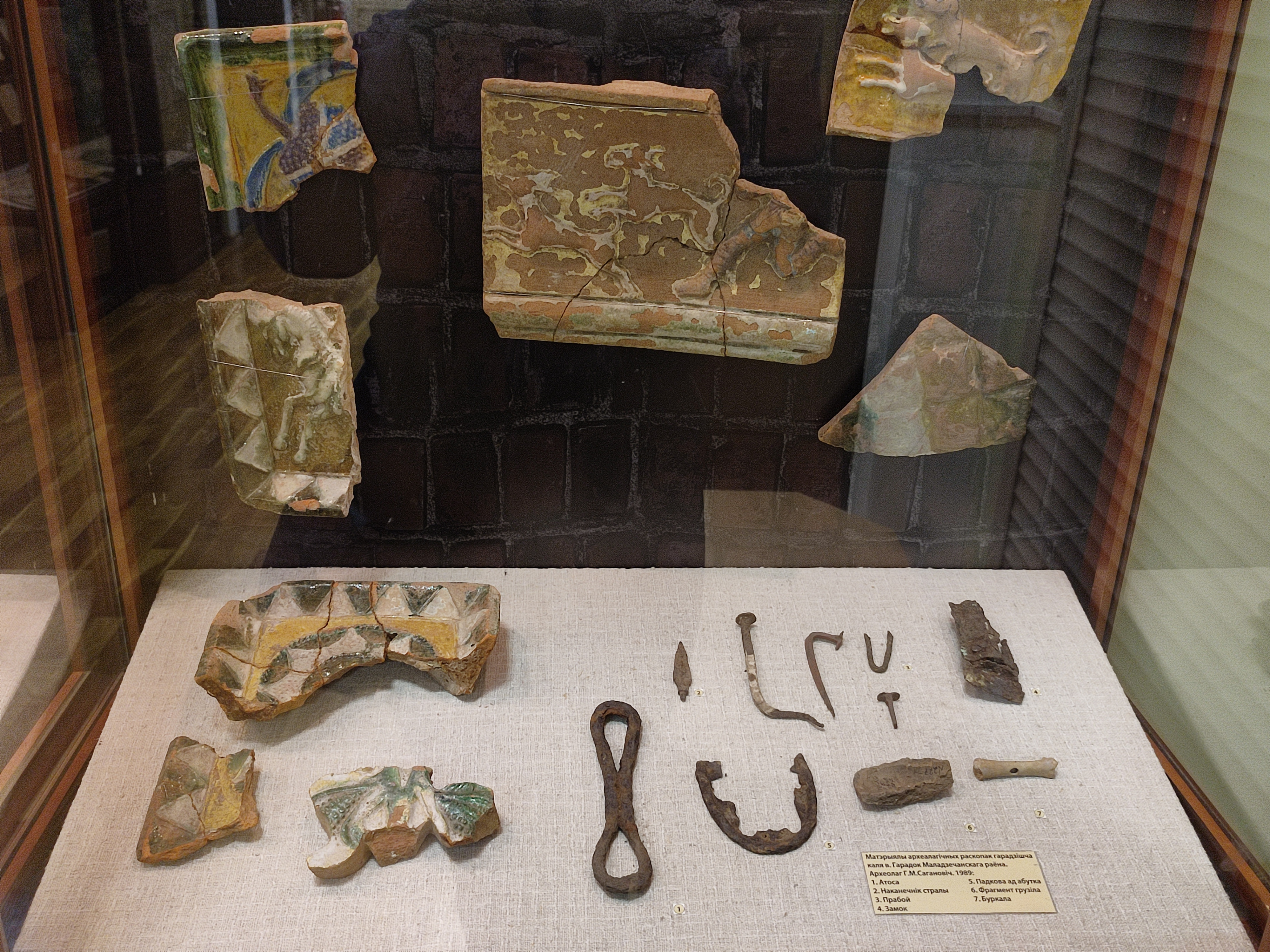
Фрагменты, найденные на городище около деревни Городок Молодечненского района. Археолог Г. Н. Саганович, 1989 год.

Раздел «Край в составе Речи Посполитой» представлен серебряными монетами ХVI—XVII вв., которые использовались в торговле со странами Западной Европы. Также в разделе можно увидеть комплекс материалов из раскопок Рыночной площади г. Несвижа. Культура края XVI—XVIII вв. воплотилась в старопечатных книгах типографий Несвижа, Вильно, Калиша, Сандомира, геральдических изразцах ХVII века Заславского замка, деревянной скульптуре XVIII века из Несвижского фарного костёла Божьего Тела, и уникального золототканого кунтушового пояса Слуцкой мануфактуры 1760—1776 гг.
В самом большом разделе экспозиции «Минщина в составе Российской империи» представлены комплекс материалов о трёх разделах Речи Посполитой, войне 1812 года с оружием и амуницией русской и французской армий, наградами и памятными медалями в честь победы над Наполеоном.
Вторая половина XIX века — знаковый период для всей Российской империи. Это время великих экономических и социальных перемен. Хозяйственное развитие региона во второй половине ХIX—начале XX вв. отражают документальные материалы об отмене крепостного права, памятные медали и нагрудные знаки сельской администрации, комплекс материалов о строительстве и деятельности Московско-Брестской и Либава-Роменской железных дорог. Развитие промышленности представлено документами и изделиями гончарных мастерских Ивенца и Ракова, Ильянской стекольной мануфактуры (Вилейский район), борисовских спичечных фабрик «Березина» и «Виктория», Борисовского хрустального завода. О народном просвещении второй половины ХІХ—начала XX вв. рассказывают документы об окончании церковно-приходской школы, народных начальных училищ, фотографии и учебники учащихся Молодечненской учительской семинарии, открытой в 1864 году, одной из первых в Российской империи.

Экспозиция хрустального завода Краевских «Борисов»
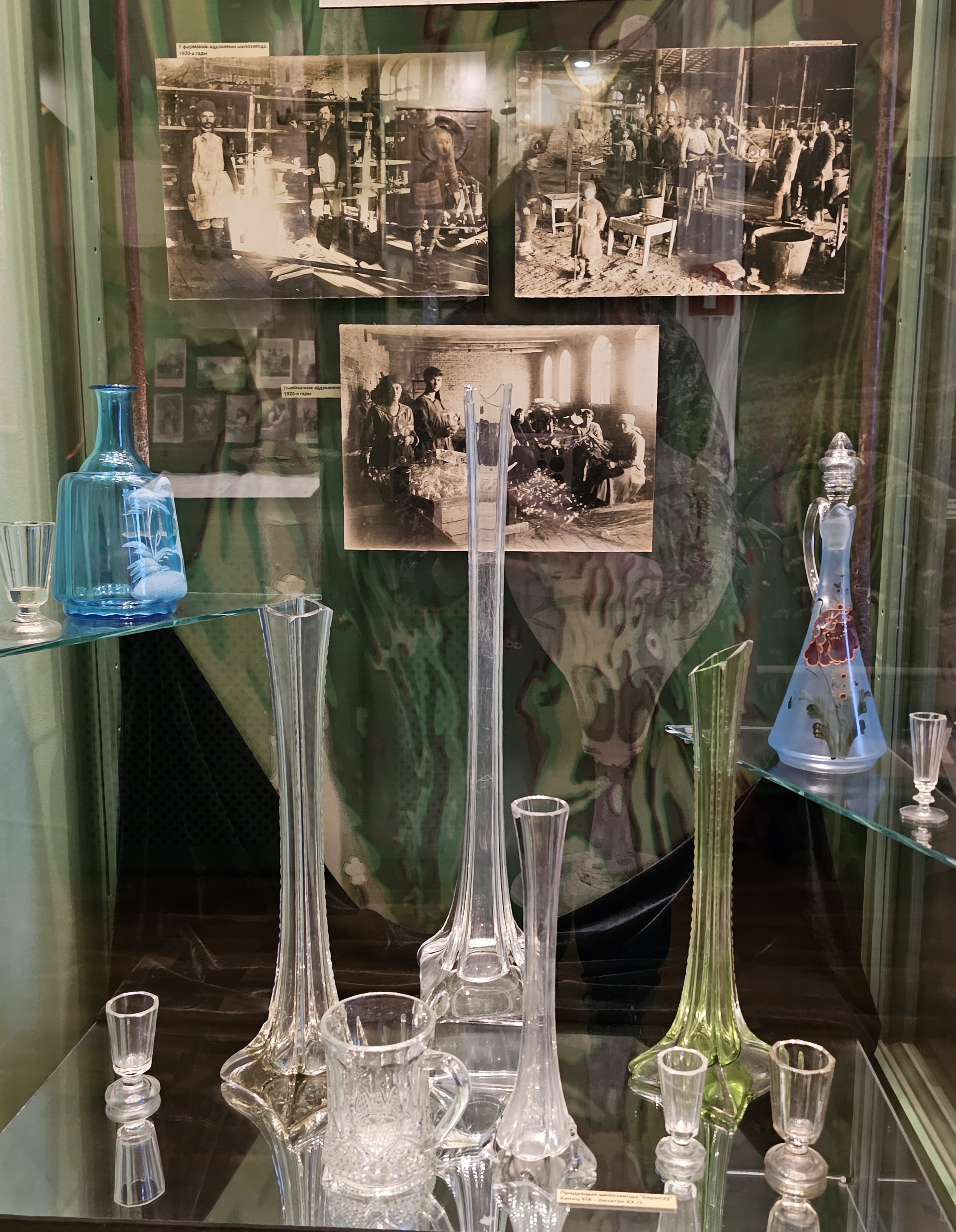
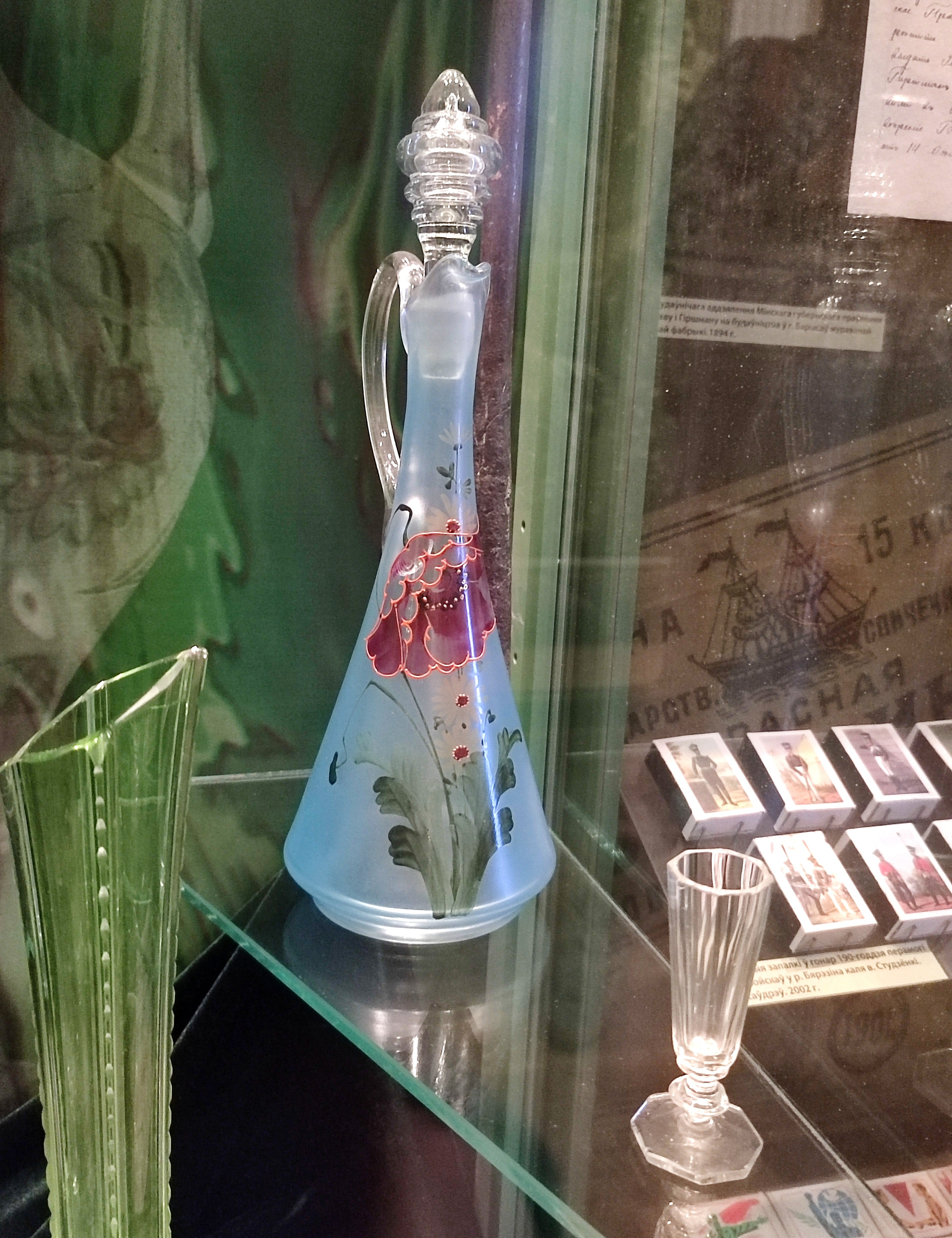
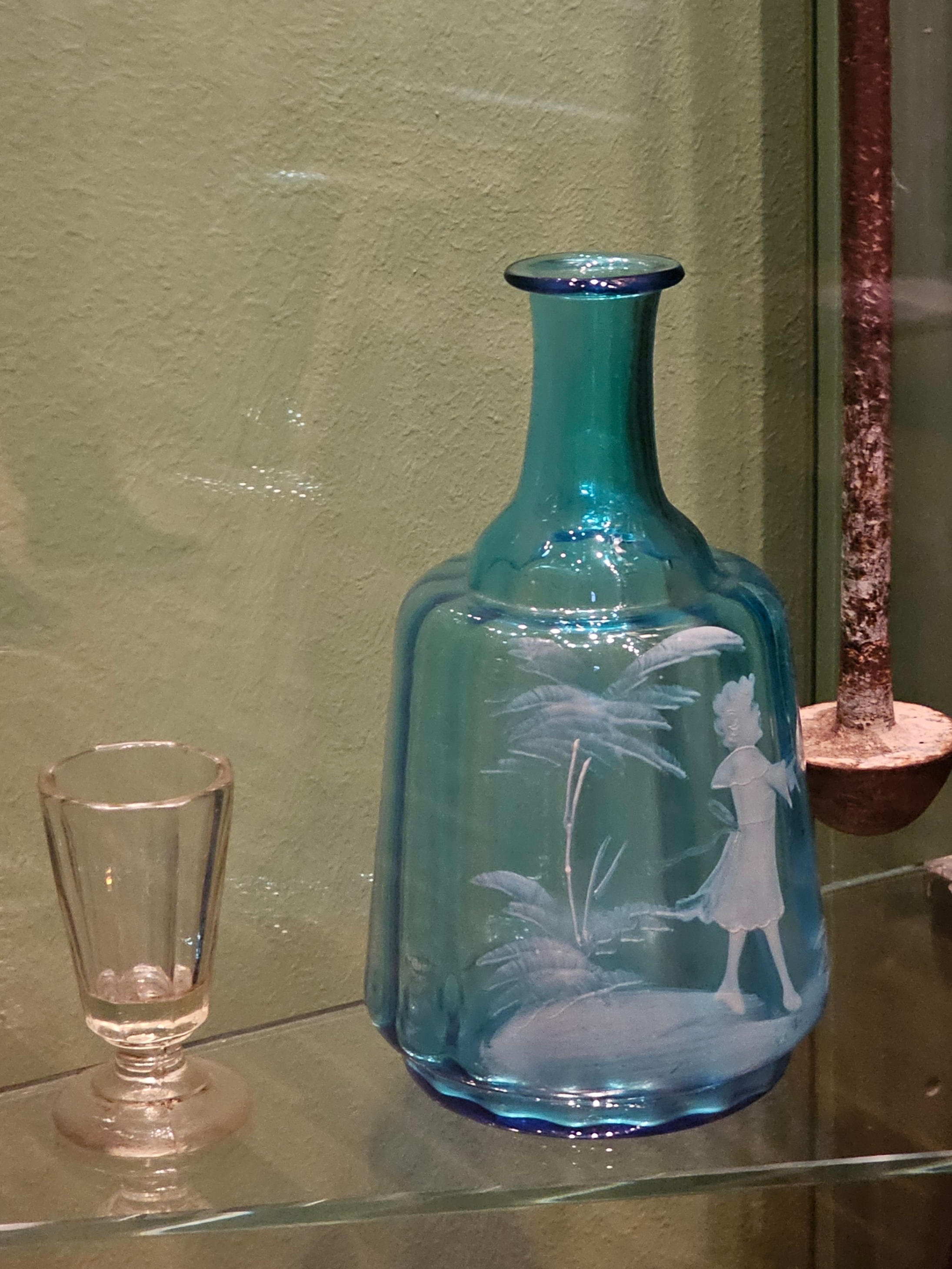
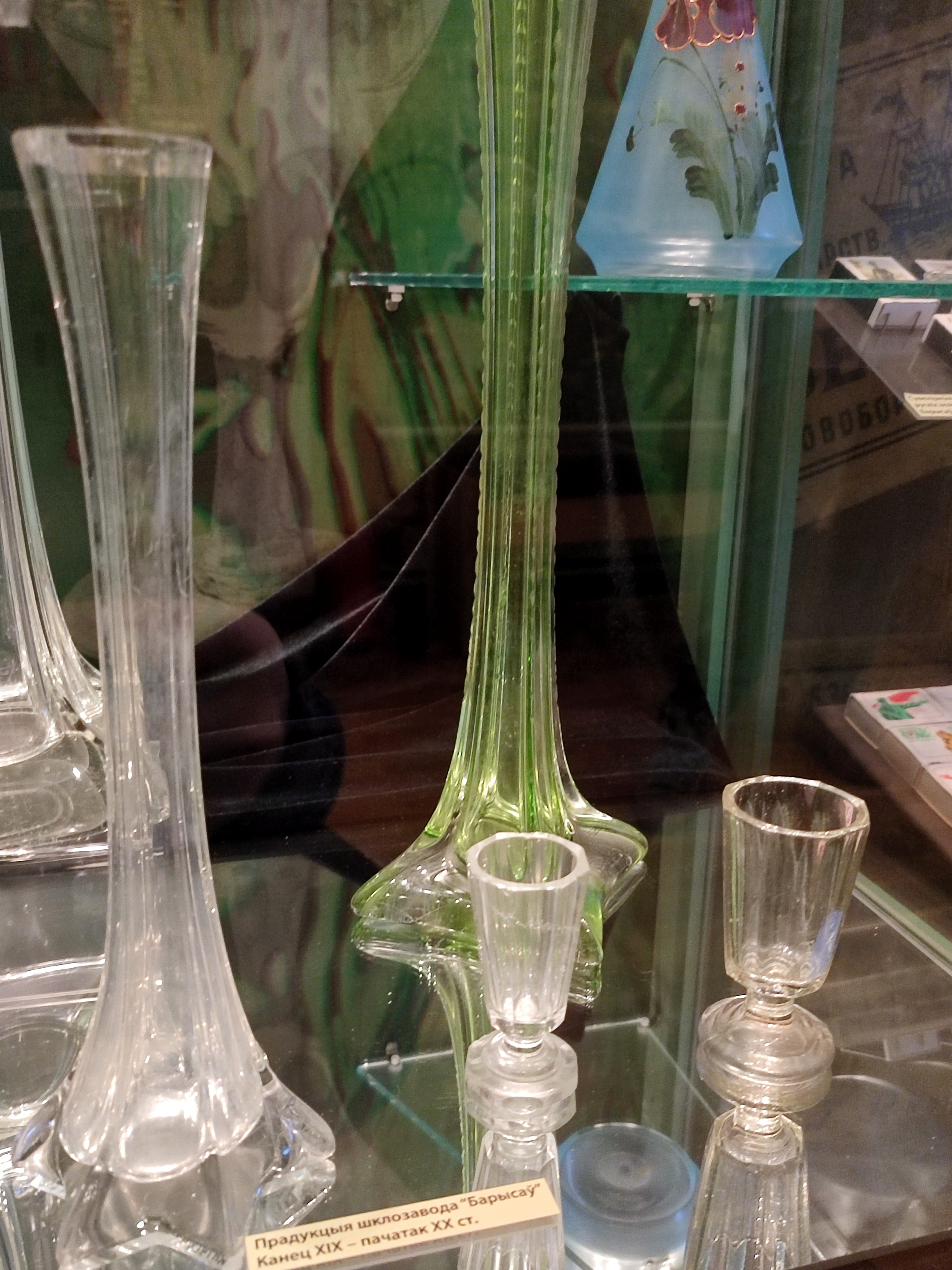
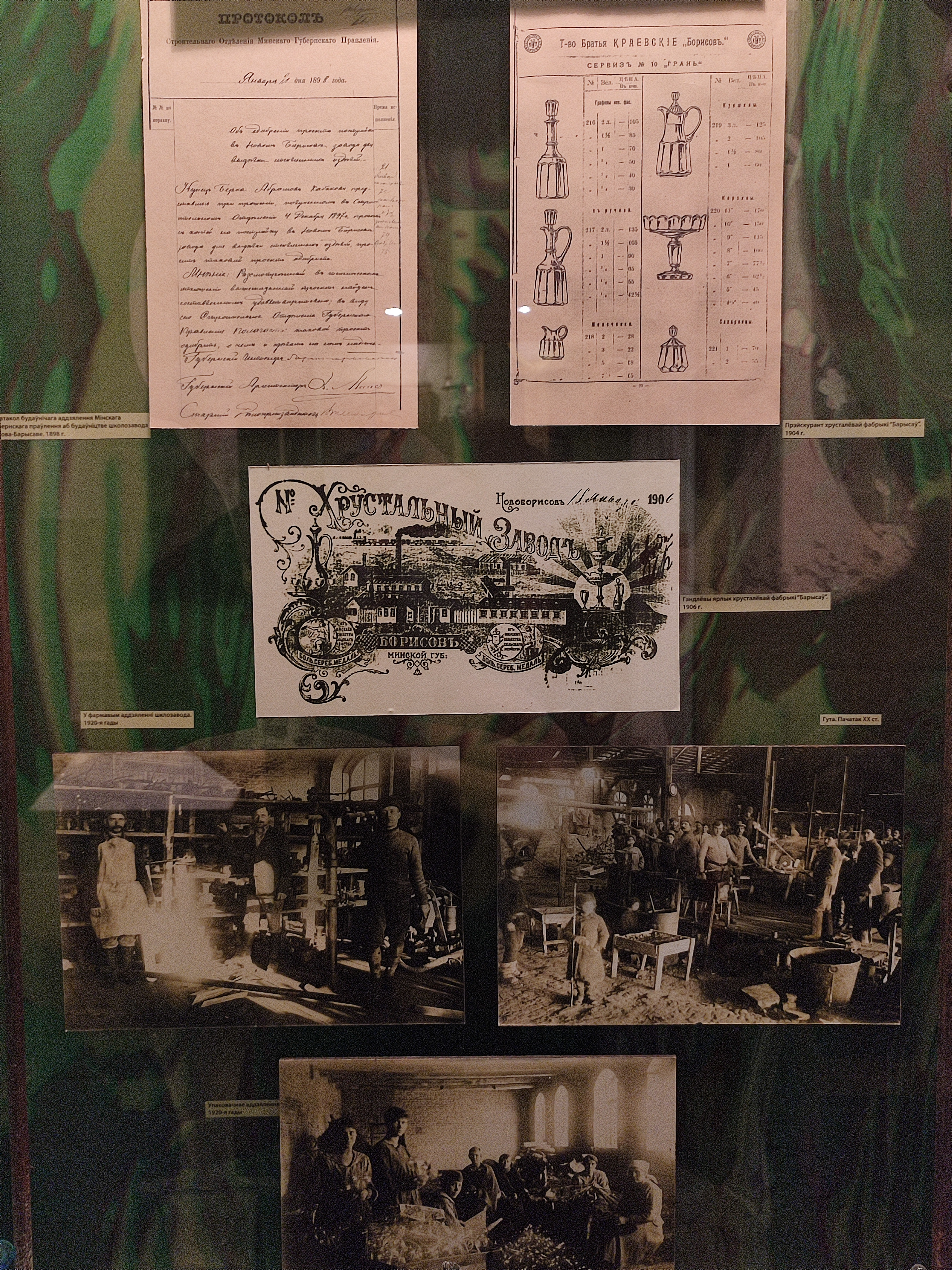

В Минском областном краеведческом музее можно увидеть, как выглядела типичная гостиная дворянской усадьбы конца XIX века. Она находится в разделе «Культура Минщины конца ХIX—начала XX вв.». В интерьер органично вписались копии работ художников — уроженцев Минского края Юзефа Олешкевича, Валентия Ваньковича, Аполлинария Горавского, Никодима Силивановича, Фердинанда Рущица, портреты композиторов Михаила Клеофаса Огинского, Станислава Монюшко и ноты «Четырёх песенок» (автор С. Монюшко), 1875 год, на кабинетном пианино XIX века фирмы «Шутц и Бриг» (Бреслау). В экспозицию вошли произведения Владислава Сырокомли, Игнатия Ходько, Янки Купалы, Ядвигина Ш., Адама Мицкевича, Франтишка Богушевича.
В поместье Михаила Клеофаса Огинского «Залесье» действовал стеклозавод. Археологические раскопки на месте бывшей гуты в 1982 году проводил белорусский исследователь Михаил Чернявский. Теперь артефакты из раскопок представлены в музее.

Экспонаты из археологических раскопок Михаила Чернявского, 1982 год.
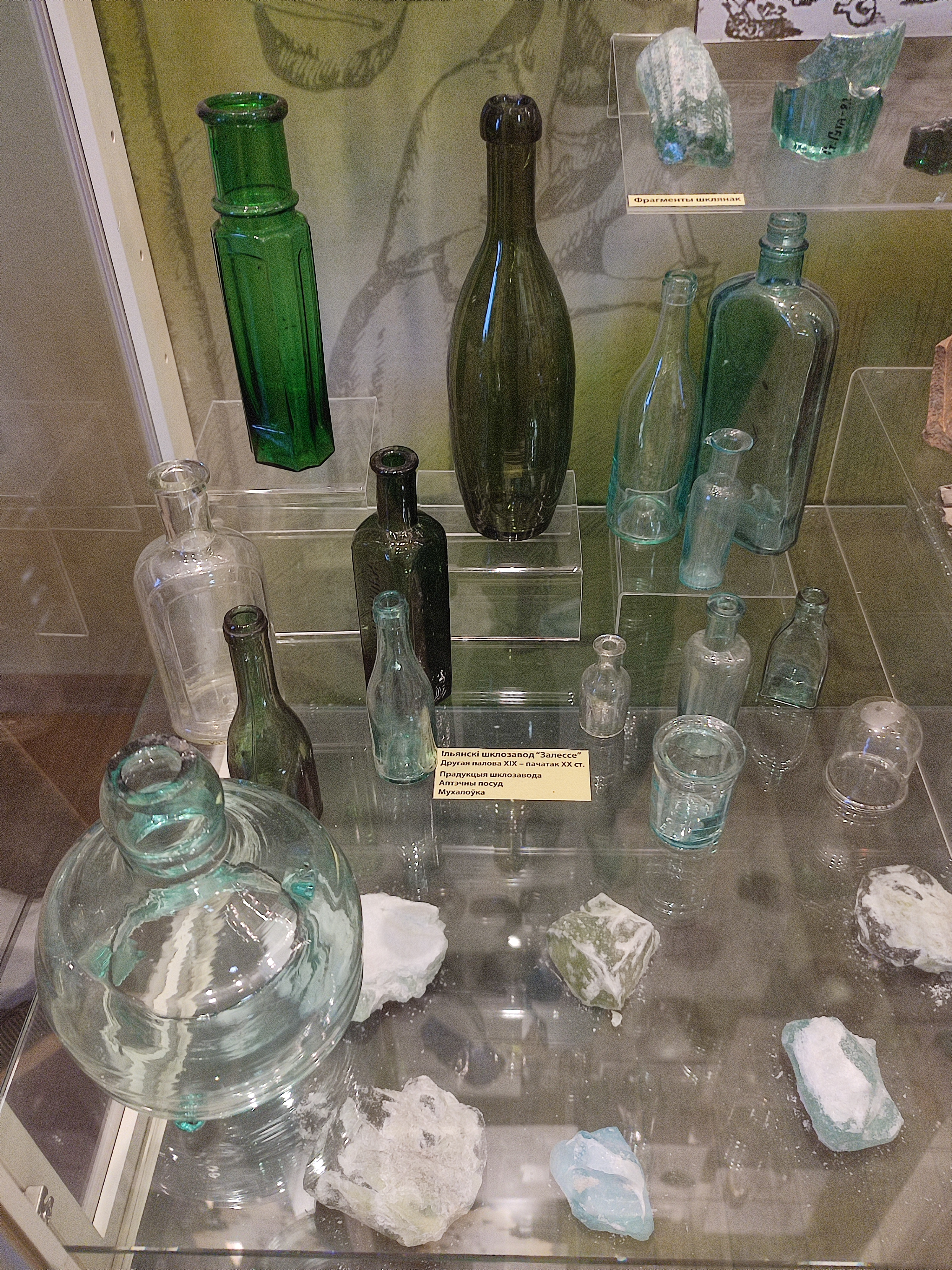
Ильянский стеклозавод «Залесье»
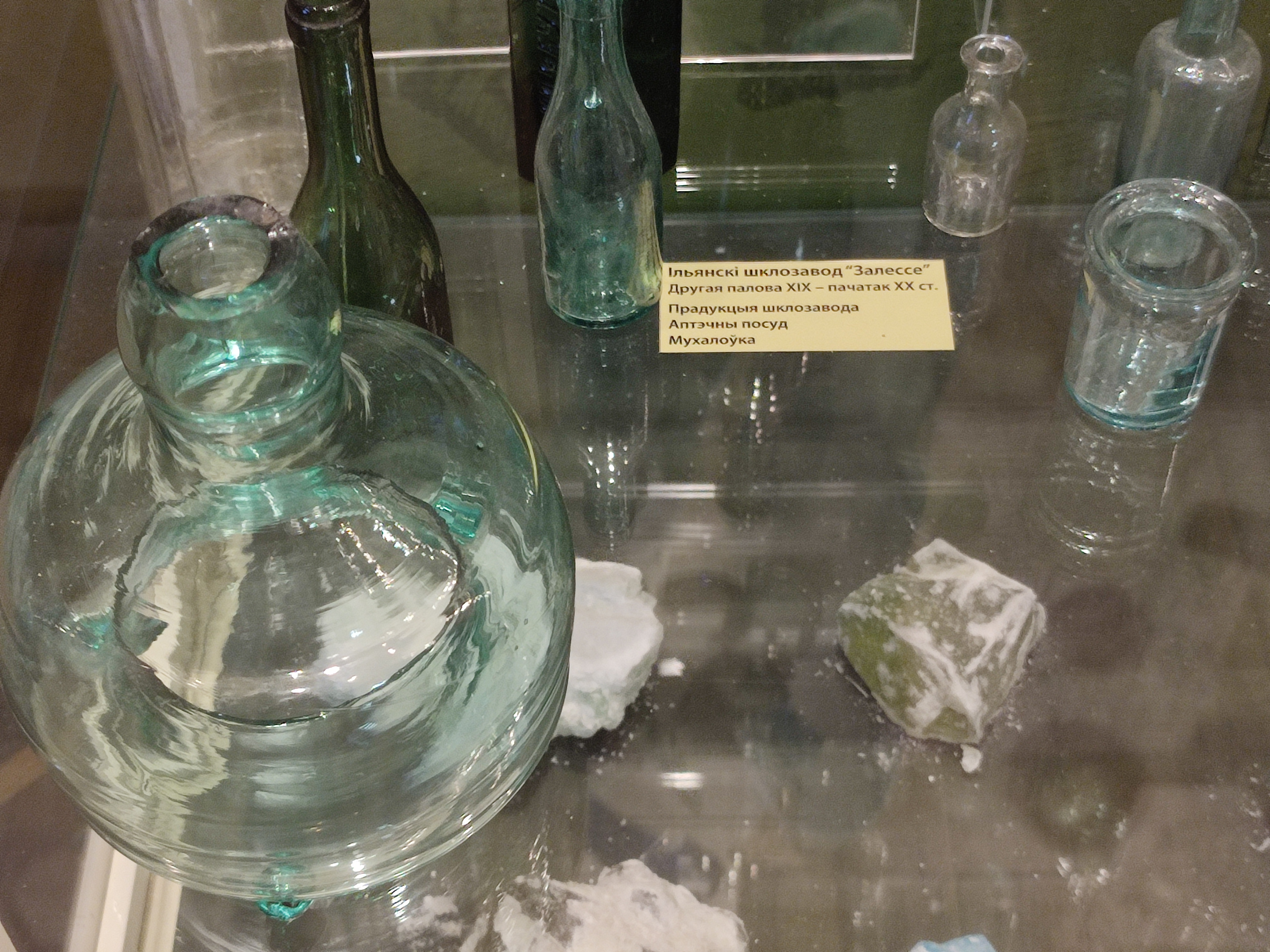
Ильянский стеклозавод «Залесье»
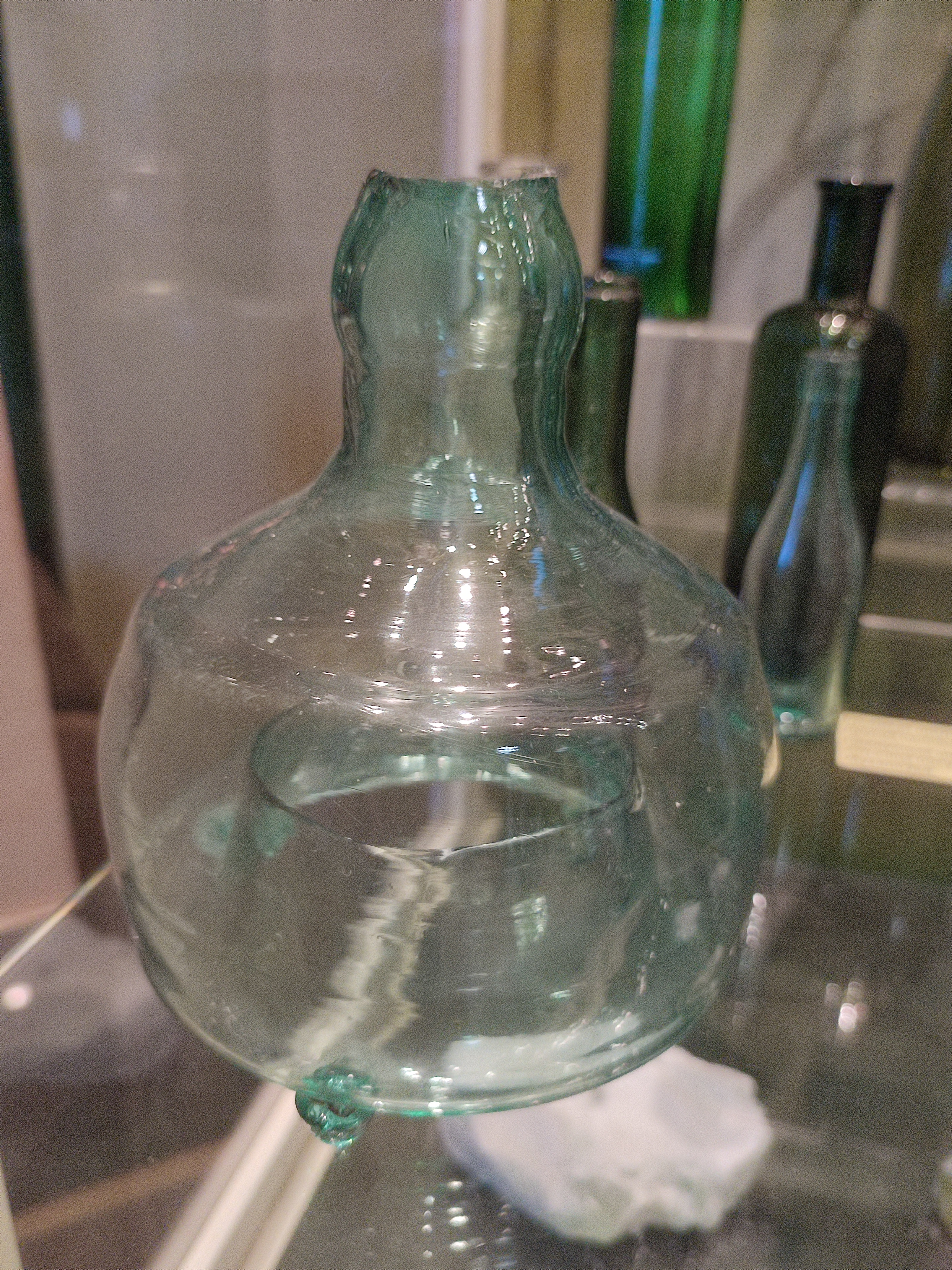
Старинная мухоловка
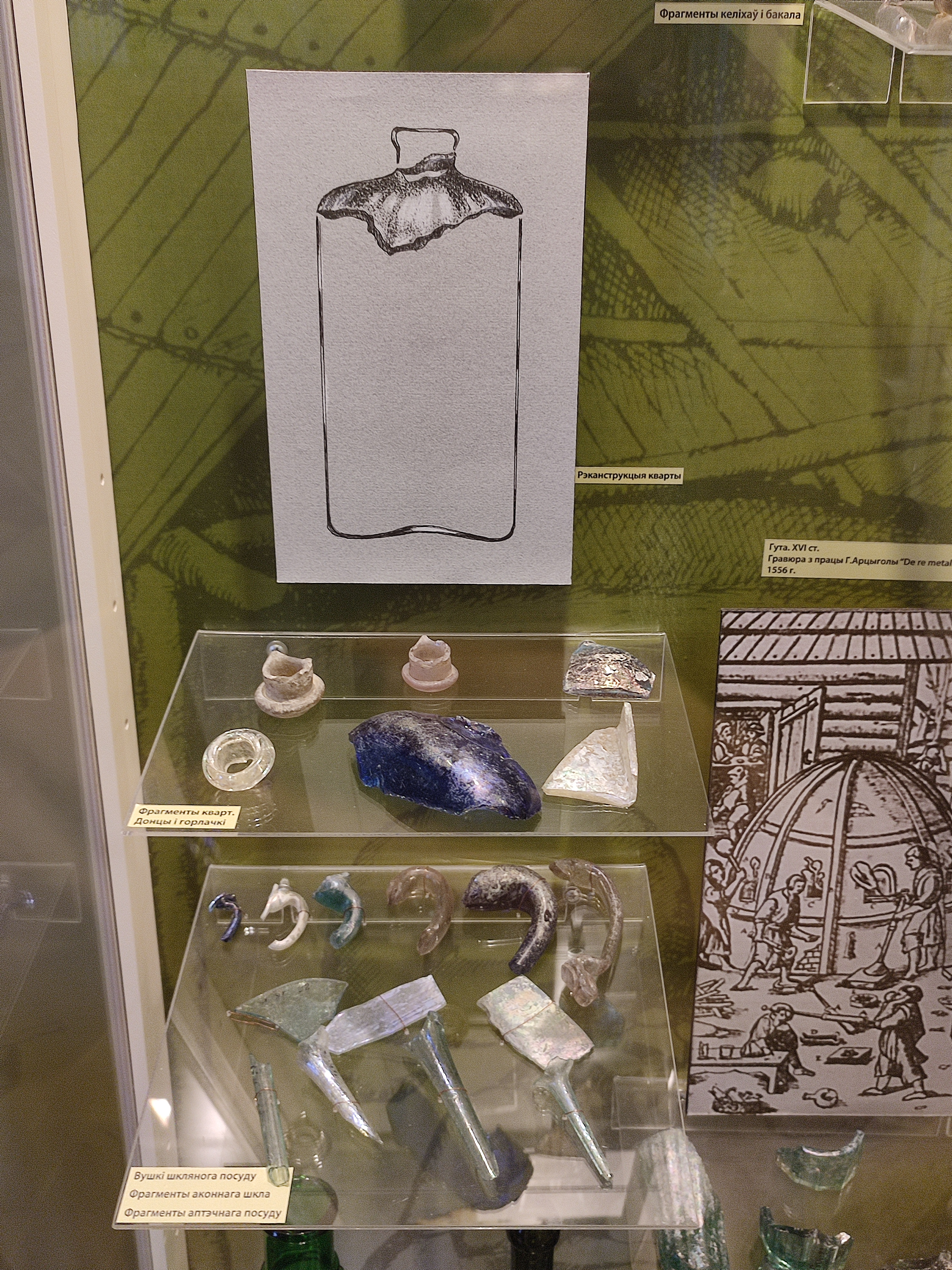
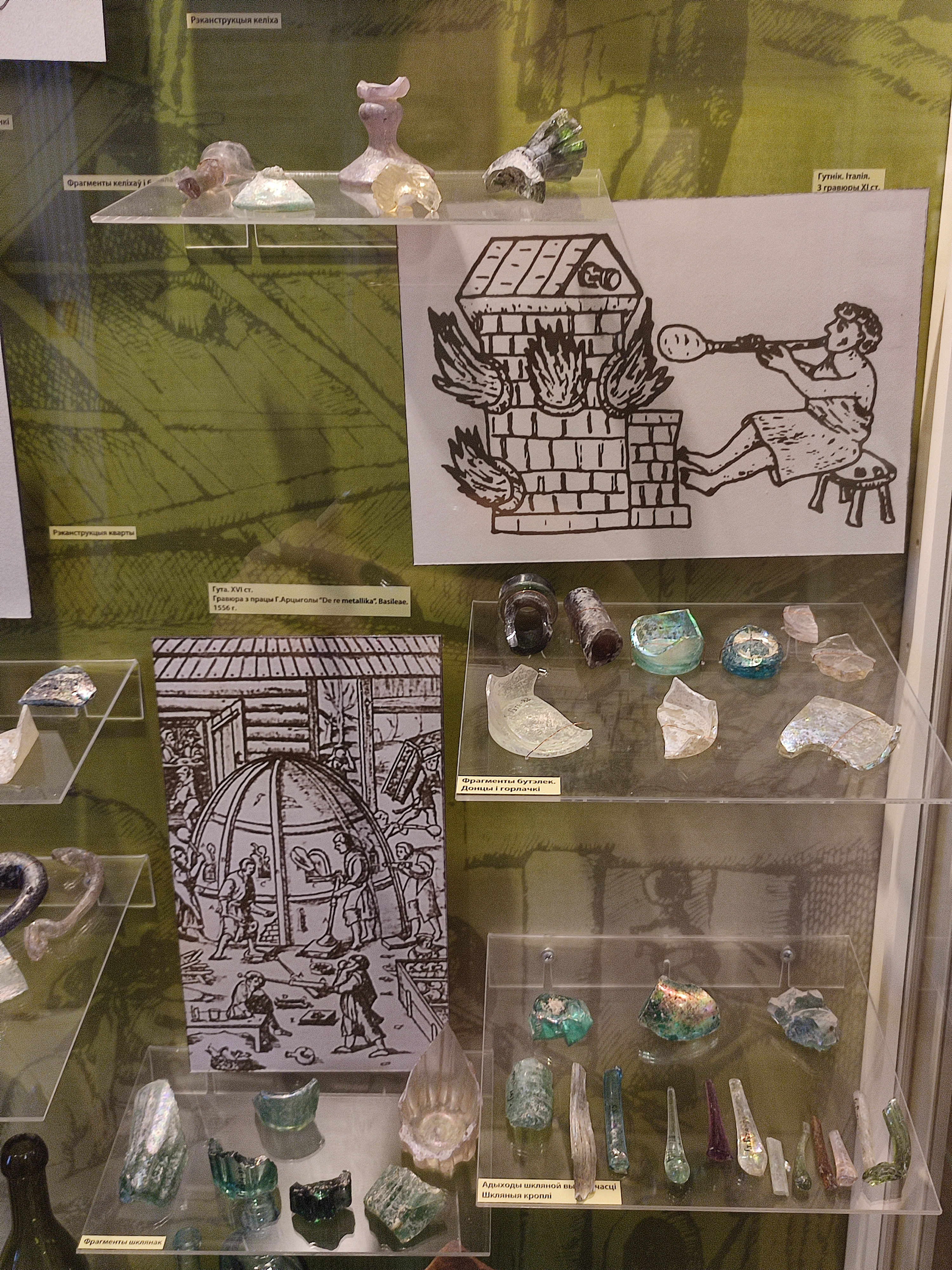

Раздел «Религиозные конфессии» посвящён христианству, исламу и иудаизму, бытующим на территории Минщины на протяжении столетий. Тема «Христианство» представлено комплексом документов, икон, предметов культа, деталями облачения православных и католических священников. Экспонаты темы «Ислам» знакомят с духовной культурой представителей одного из национальных меньшинств — татар, живущих на белорусских землях с ХV в. Здесь можно увидеть печатный Коран начала XIX в. и молитвенник Хамаил. Материалы темы «Иудаизм» представляют духовные традиции и культуру евреев, поселившихся на белорусских землях с ХVI в. Комплекс материалов рассказывает о знаменитой Воложинской иешиве. Широко представлены культовые предметы евреев Беларуси, которые использовались при богослужениях: талит, тфилин, менора, ханукия, мезуза, шабатные подсвечники. Большой интерес вызывают рукописный свиток Торы ХVIII в. и ритуальный рог шофар.
Завершает экспозицию тема «Городской и сельский быт конца ХІХ—начала XX вв.» Там можно узнать, что носили, как обставляли свой дом и какими предметами быта пользовались жители Минщины сто лет назад. В экспозиции демонстрируется женский городской костюм, столовая посуда, бытовые вещи и фотографии того времени. Также в музее можно получить представление о народных ремеслах белорусов. В экспозиции находятся домотканые вещи, детали народного костюма, музыкальные инструменты — обязательный атрибут календарных земледельческих обрядов, керамическая и деревянная посуда, отличающаяся гармоничностью форм.

### Временная экспозиция «Геноцид белорусского народа в годы Великой Отечественной войны»
Историческая память — одно из важных приобретений цивилизации. Пока люди помнят прошлый опыт, человеческое общество имеет возможность развиваться и совершенствоваться. Память о Великой Отечественной войне призывает нас к ответственности за МИР на Земле. Очень важно сохранить историческую правду о войне, донести её нашим потомкам, чтобы не допустить повторения страшных событий.
Основная идея экспозиции — показ политики геноцида немецко-фашистских захватчиков в отношении белорусского народа через музейные предметы фотодокументальные материалы. В соответствии с планом «Ост» устанавливался новый порядок, направленный на планомерное уничтожение белорусского народа путем массовых убийств или создания жизненных условий, рассчитанных на его физическое истребление.
Экспозиция состоит из нескольких разделов:
1. Политика геноцида нацистской Германии в отношении белорусского народа.
2. «Тактика выжженной земли».
3. Лагеря смерти и гетто.
4. Расследование преступлений немецко-фашистских оккупантов.
В экспозиции впервые представлены предметы, найденные 52-м отдельным специализированным поисковым батальоном Вооруженных Сил Республики Беларусь во время раскопок мест массового уничтожения немецко-фашистскими захватчиками мирного населения нашей республики, предоставленные Прокуратурой Минской области.
Экспозиция создана для сохранения памяти о миллионах советских граждан, которые стали жертвами геноцида в годы Великой Отечественной войны и послевоенный период, а также в целях недопущения искажения фактов истории.

## Научно-просветительская деятельность
В музее проводится множество выставок, лекций, квесты, квест-экскурсии, музейных занятий и экскурсий. Основной формой научно-просветительской работы являются экскурсии. Проводятся они и на выставках.
Кроме хранения и экспонирования исторических фондов, музей также ведёт научно-исследовательскую работу по изучению истории своего региона. Также сотрудники музея регулярно готовят лекции, которые читают во всех учебных заведениях города.
Музей в 2020 года особое внимание уделил культурно-просветительской деятельности посредством соцсетей и СМИ. Были созданы проекты «Музейный календарь» (через музейный предмет представление календарного праздника) и «Фондовая среда» (популяризация фондов музея).
Особое внимание уделяется работе с молодежью. Внедряются новые формы работы, такие как квест (знакомство с экспозицией музея посредством логической цепочки заданий), квест-экскурсия (совмещение двух видов услуг, экскурсия в определённый момент дополняется одним из заданий квеста, что позволяет поменять вид в деятельности и переключить внимание), путеводитель «Музейная прогулка» (самостоятельное изучение истории родного края в экспозиции музея). Одно из важнейших направлений в работе — духовно-нравственное и патриотическое воспитание молодежи.
Примером тому может служить совместный проект музея с ГУ «Минский областной драматический театр» театрализованная поэтическая экскурсия «Никогда больше…», которая представляет собой сочетание информационных блоков, представленных музеем и театрально-литературные композиции, представленные театром. Особенность данного проекта — выезд в районные города Минской области.
Немаловажным является и участие музея в Национальном форуме «Музеи Беларуси» (2012 г, 2014 г. 2016 г., 2019 г., 2022 г.) благодаря которым музей не только представляет свои работы и делится опытом, но также привлекает внимание к своему региону зрителей из других регионов, стран. На V Национальном форуме «Музеи Беларуси» ГУ «Минский областной краеведческий музей» был отмечен Специальным дипломом жюри конкурса, Грамотой Министерства культуры Республики Беларусь «За активную работу».